# Euthyrrhapha pacifica
Euthyrrhapha pacifica är en kackerlacksart som först beskrevs av Coquebert 1804.  Euthyrrhapha pacifica ingår i släktet Euthyrrhapha och familjen Polyphagidae. Inga underarter finns listade i Catalogue of Life.